# 蒂皮特維爾 (喬治亞州)
蒂皮特維爾（英語：Tippettville）是位於美國喬治亞州杜利縣的一個非建制地區。該地的面積和人口皆未知。

## 地理
蒂皮特維爾的座標為32°05′56″N 83°36′51″W / 32.09889°N 83.61417°W，而該地的平均海拔高度為108米（即354英尺）。